# Циановице-Мале
Цианови́це-Ма́ле (пол. Cianowice Małe) — село в Польше в сельской гмине Скала Краковского повета Малопольского воеводства.

## География
Село располагается 4 км от административного центра сельской гмины города Скала и в 16 км от административного центра воеводства города Краков.
В 1975—1998 годах село входило в состав Краковского воеводства.

## Население
По состоянию на 2013 год в селе проживало 1 383 человека.
| Перепись  | Всего   | Всего | Женщины | Женщины | Мужчины | Мужчины |
| --------- | ------- | ----- | ------- | ------- | ------- | ------- |
| Единицы   | человек | %     | человек | %       | человек | %       |
| Население | 1 383   | 100   | 700     | 50,61   | 683     | 49,39   |